# Ursus (tractormerk)

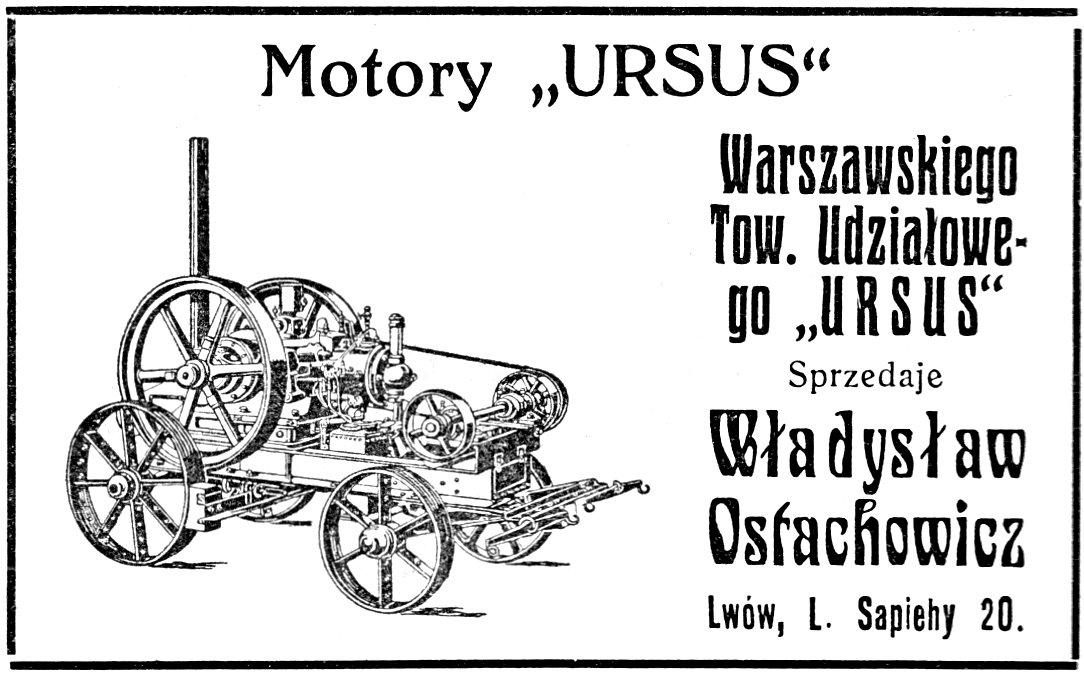
Ursusadvertentie uit 1914

Ursus is een Poolse producent van landbouwmachines gevestigd in Warschau. Sinds 2010 produceert het ook trolleybussen in samenwerking met de Oekraïense fabrikant Bogdan.

## Geschiedenis
De Ursusfabriek is opgericht in Polen in 1893 door drie ingenieurs en vier zakenlieden. Het begon met de productie van motoren, later vrachtwagens en onderdelen bestemd voor de Russische tsaar. In 1930 kwam de Ursusfabriek als gevolg van de wereldwijde financiële crisis in de financiële problemen en werd genationaliseerd en ondergebracht bij "Państwowe Zakłady Inżynieryjne", de Poolse fabrikant van wapens en voertuigen. Vervolgens begon de productie van militaire tractoren, tanks en andere zware machines voor het leger. Tijdens de Tweede Wereldoorlog werd de productie door de Duitse bezetters verplaatst naar Duitsland en werden de fabrieken in Warschau vernietigd. Na de oorlog werd de oude Ursusfabriek in Warschau herbouwd en begon men met de productie van de Ursus C-45, een kopie van de Duitse vooroorlogse Lanz Bulldog tractor. Tijdens de jaren 1950 bouwde Ursus tractoren in licentie van (Tsjecho-Slowaakse) Zetor. In 1961 was er een groeiende behoefte aan tractoren in Polen, maar de aantallen die door de Ursusfabriek werden geproduceerd voldeden niet aan de behoeften van de Poolse landbouw. Er werd een bilaterale overeenkomst gemaakt tussen Polen en Tsjecho-Slowakije, waarbij Tsjecho-Slowakije de Ursusfabriek zou voorzien van de onderdelen die nodig waren om de productie te vergroten en te moderniseren, en in ruil zou Polen Tsjechoslowaakse fabrieken voorzien van grondstoffen. Het doel was om de tractorindustrie te combineren en de gezamenlijke productie te verhogen naar 120.000 tractoren per jaar, in plaats van de 15.000 tractoren per jaar geproduceerd in 1963 in Polen.
In de jaren 1960-1980 werden nieuwe prototypes van tractoren ontwikkeld en tevens in licentie diverse andere modellen geassembleerd van Massey Ferguson, ook begon men In 1967 met de productie van een nieuwe tractor, de Ursus C-330, (vanaf 1986 C330-M) waarvan er in totaal meer dan 400.000 van werden verkocht tot aan het eind van de productie in 1993 dit model werd overigens in Nederland op de markt gebracht onder de naam Ursus Bison C330.
Een cruciaal jaar in de geschiedenis van het bedrijf was het jaar 2011, toen het Ursus samen ging werken met een producent van landbouwmachines, het bedrijf Pol-Mot Warfama S.A., de productie werd overgebracht naar Lublin, er werd een nieuw model tractor uitgebracht, de Ursus 11024, alsmede een geheel nieuwe productielijn van hoogwaardige landbouwmachines, waaronder baalrollen en balenverpakkingsmachines, evenals zelfladende balenwagens, die samen een complete technologische lijn voor het verzamelen en opslaan van groene mest, hooi en stro vormen.

## Foto's

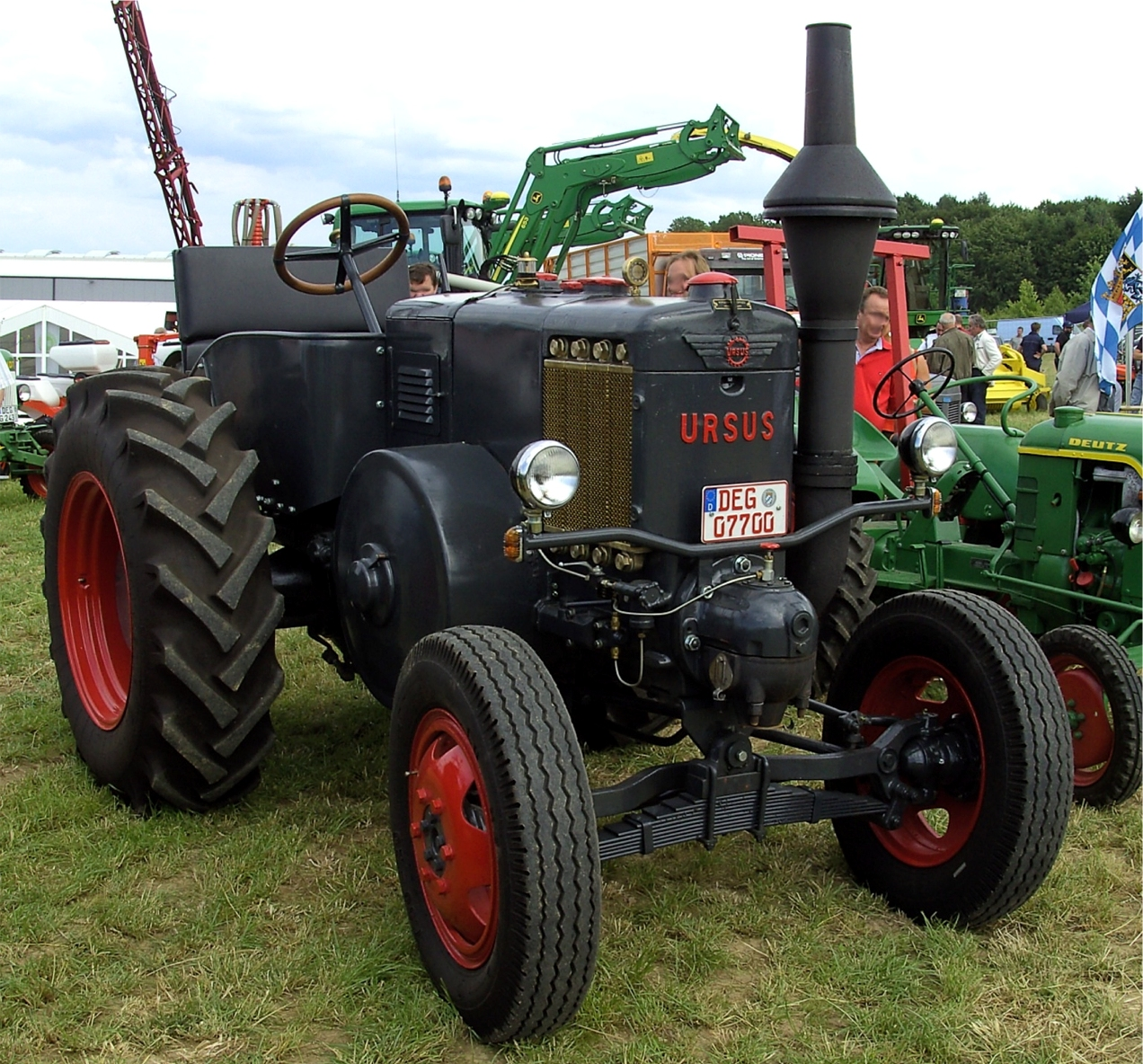
Ursus C-45 op basis van Lanz Bulldog
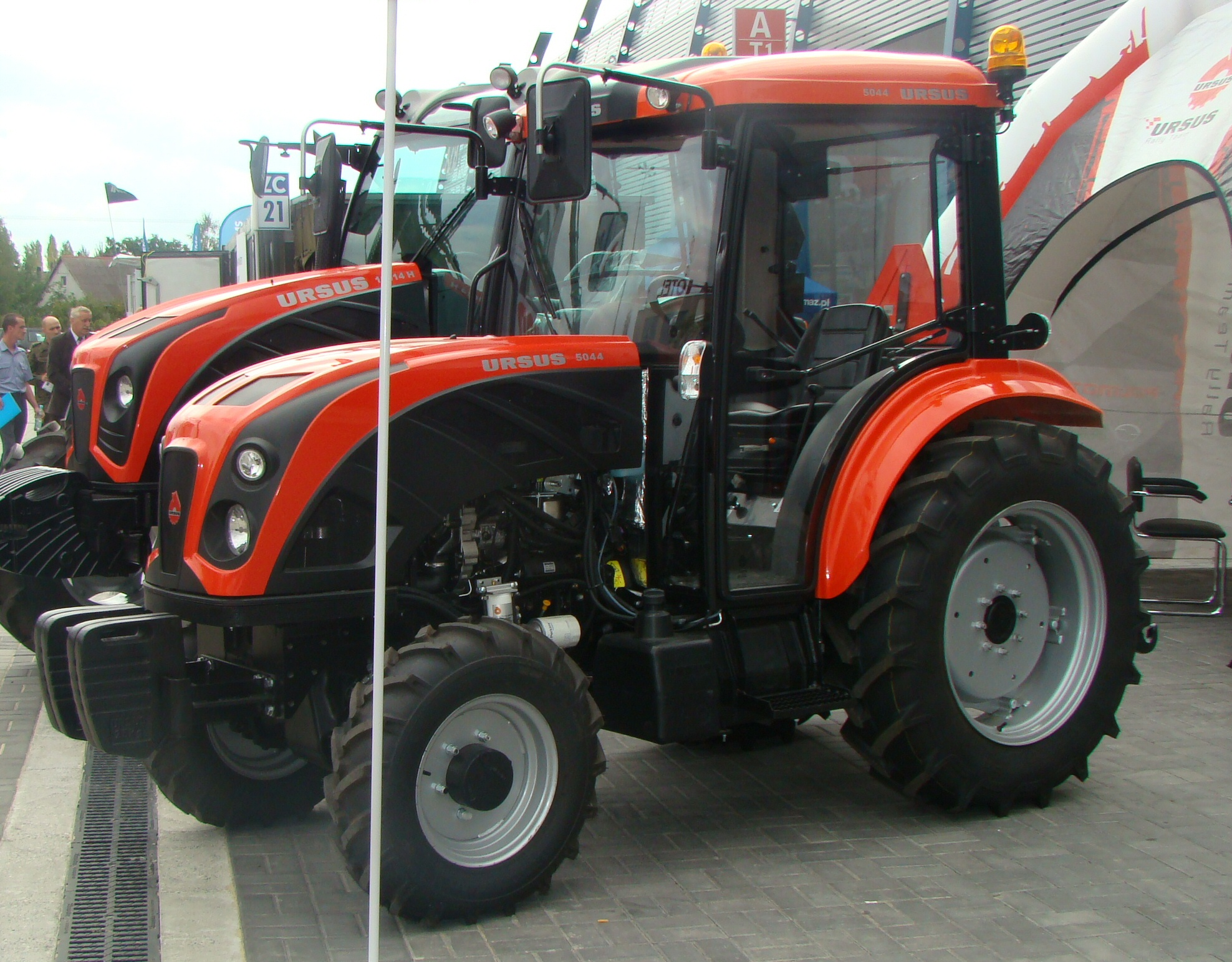
Ursus 5044
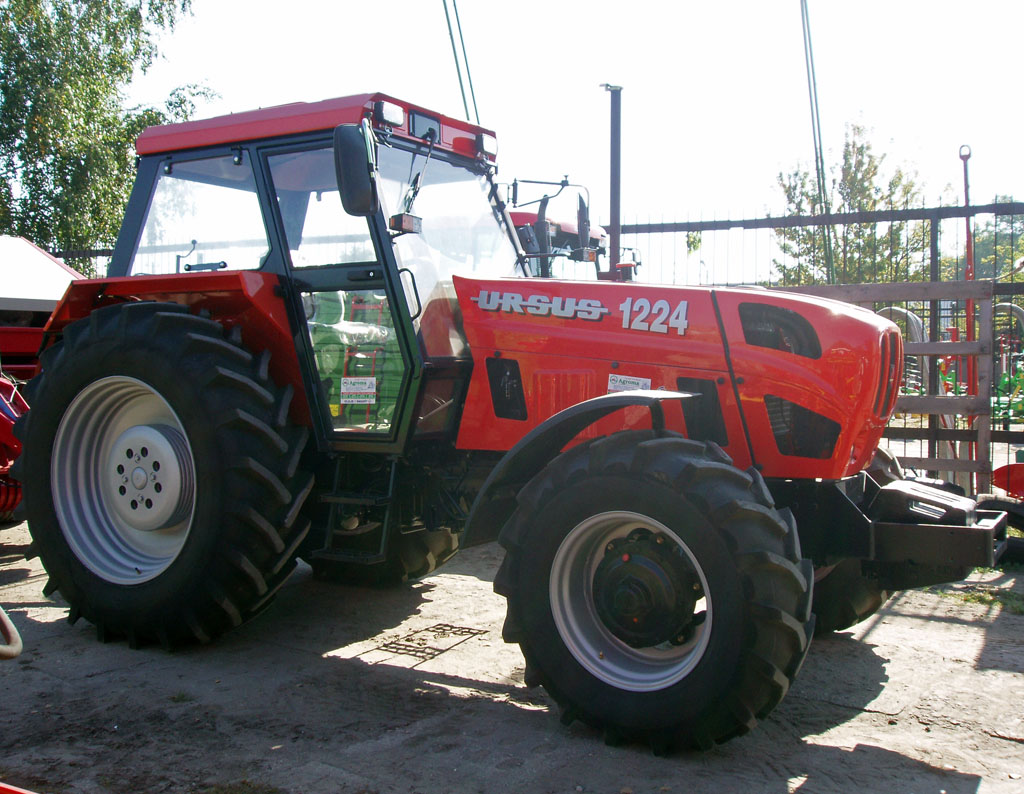
Ursus 1224
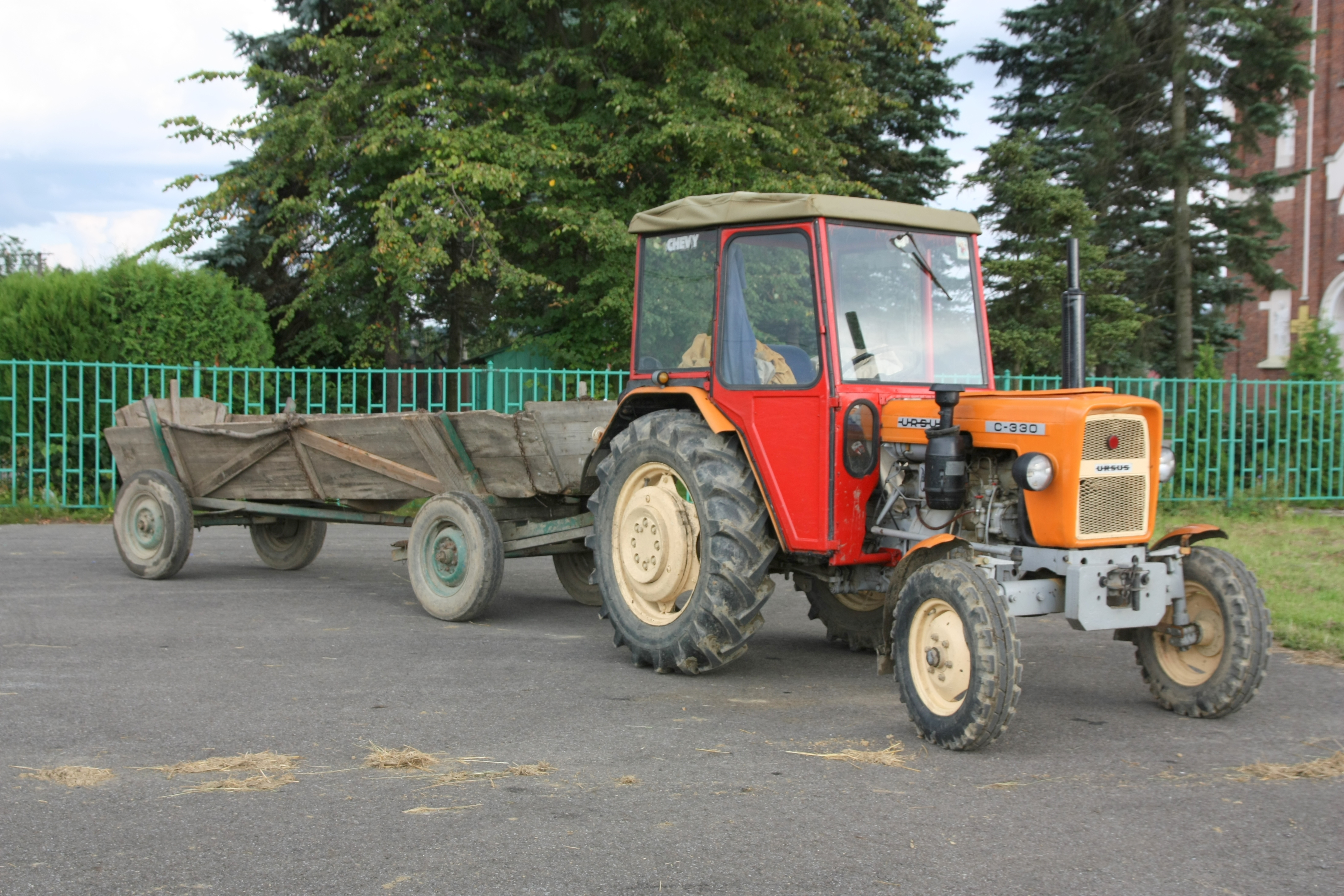
Ursus C330 1967-1987
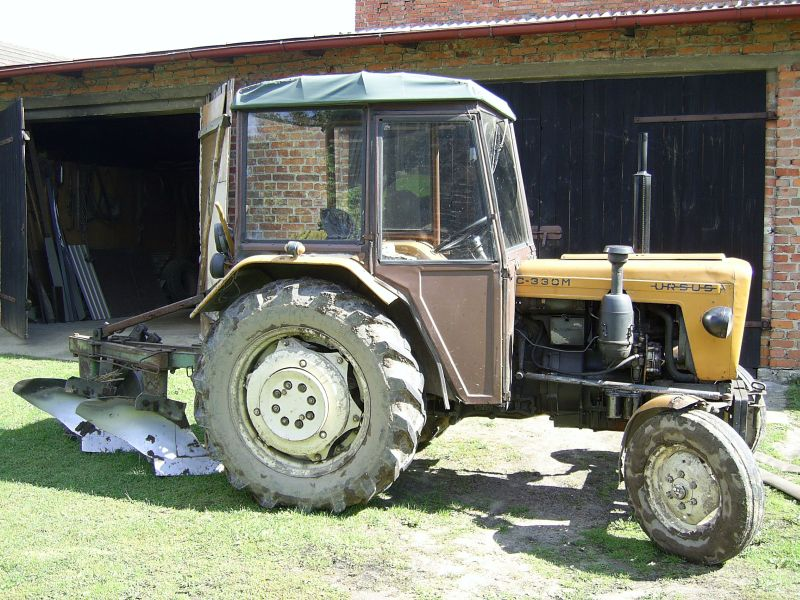
Ursus C330-M 1986-1993